# Ulica Czapskich w Krakowie
Ulica Czapskich – ulica w Krakowie, w dzielnicy I Stare Miasto, na Nowym Świecie.
Łączy plac gen. Władysława Sikorskiego i ulicę Jabłonowskich z ulicą Marszałka Józefa Piłsudskiego. Jest jednojezdniowa.

## Historia
Ulica została w obecnym kształcie wytyczona została pod koniec lat osiemdziesiątych XIX wieku, a w 1890 roku otrzymała nazwę ulicy Zgoda. W 1912 roku Rada Miasta Krakowa nadała ulicy obecną nazwę. 
Nazwa ulicy ma związek ze znajdującym się w bezpośrednim sąsiedztwie, przy ulicy Marszałka Józefa Piłsudskiego, oddziałem Muzeum Narodowego im. Emeryka Hutten-Czapskiego. Pałac w którym znajduje się oddział, zbudowany został w 1884 roku przez Emeryka Hutten Czapskiego.

## Zabudowa
- ul. Czapskich 1 (pl. gen. Władysława Sikorskiego 7) – Kamienica. Projektował Leopold Tlachna, 1891–1892.
- ul. Czapskich 2 (ul. Jabłonowskich 10–12) – Dom akademicki „Bratniak” Uniwersytetu Rolniczego. Projektował Józef Pokutyński, 1901–1903.
- ul. Czapskich 3 – Kamienica, 1893.
- ul. Czapskich 5 (ul. Marszałka Józefa Piłsudskiego 15) – Dom, ok. 1878[a].
- ul. Czapskich 6 (ul. Marszałka Józefa Piłsudskiego 13) – Szkoła. Projektował Władysław Kaczmarski, 1904.

Opracowano na podstawie źródła: Gminnej ewidencji zabytków – Kraków.

## Galeria

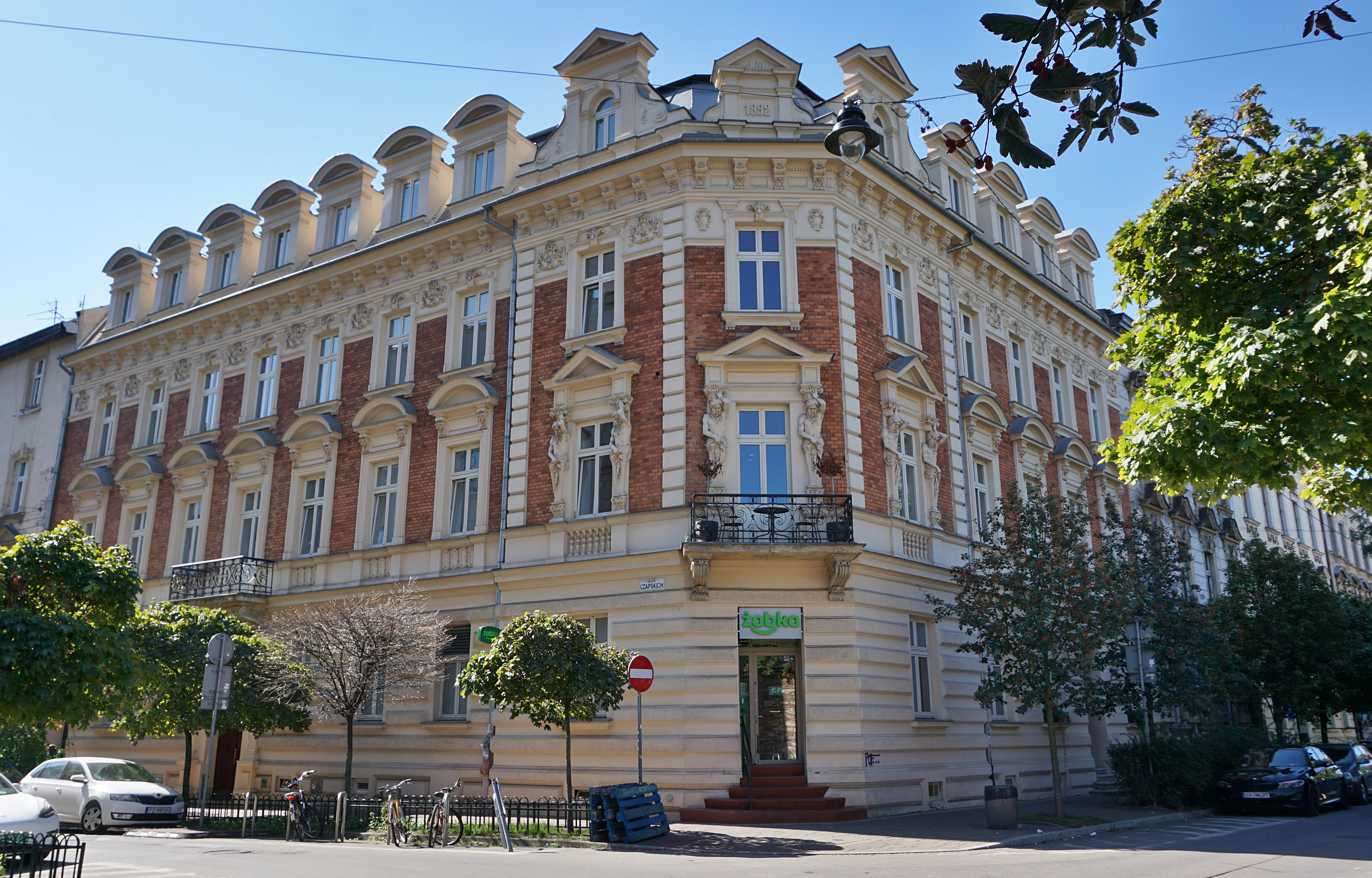
Kamienica, znajdująca się na ul. Czapskich 1; proj. Leopold Tlachna, 1891.